# Jaan Tõnisson
Jaan Tõnisson (Tänassilma, Viljandimaa, Észtország, 1868. december 22. – 1941. júliusa(?)) észt lapkiadó, politikus, az Észt Köztársaság miniszterelnöke

## Élete
Apja földműves volt. Középiskolai tanulmányait Tallinnban végezte, ezután 1889 és 1892 közt a Tartui Egyetemen jogot hallgatott. Már diákként tevékenyen részt vett a befolyásos Észt Diákok Szövetsége-ben (Eesti Üliõpilaste Selts), amelynek 1891-ben és 1892-ben elnöke is volt. 1893-ban lett a Postimees című lap szerkesztője.  Olyan cikkekkel hívta fel magára a figyelmet, amelyek az észt nemzettudat erősítése mellett s a cári Oroszország észtországi oroszosítási törekvései ellen szóltak. 1896-ban barátaival együtt megvásárolta a lapot, s az ország egyik vezető sajtóorgánumává tették. Amikor a cárnak az 1905-ös orosz forradalom miatt tövábbi jogokat kellett biztosítania a polgároknak, Tõnisson megalapította az első észt pártot, melynek neve Nemzeti Haladó Párt (Eesti Rahvameelne Eduerakond) volt. 1905 és 1907 közt az orosz Állami Duma első jelentős észt képviselője volt, itt hevesen kampányolt többek közt a cári büntetőzászlóaljak terrorja ellen. Miután a cár feloszlatta a Dumát, aláírta a Viborgi Kiáltványt, amely a lakosságot polgári engedetlenségre szólította fel. Emiatt 1908-ban letartóztatták, s néhány hónapos börtönbüntetést kapott. Az 1917-es októberi orosz forradalomban felismerte a történelmi lehetőséget, s követelni kezdte Észtország teljes függetlenségét. A bolsevikek száműzetésbe kényszerítették, külföldön tevékenykedett tovább. Tanúja volt Észtország függetlensége 1918. február 24.-i kikiáltásának.
Az  1919 tavaszán rendezett észt alkotmányozó nemzetgyűlési választásokon Tõnisson pártja csupán a harmadik helyen végzett, 1919 novemberében azonban mégis őt nevezték ki miniszterelnöknek, e posztot 1920 júliusáig töltötte be. A Szovjet-Oroszországgal 1920. február 2.-án megkötött Tartui Békeszerződés után, amely Észtország függetlensége végleges elismerése volt pártja vesztett népszerűségéből. Tõnisson azonban továbbra is a parlament tagja maradt, s 1920. júliusától 1920. októberéig ismét miniszterelnökként tevékenykedett. 
Tõnisson a két világháború közötti időszak egyik legtehetségesebb észt politikusa maradt. 1896-tól 1930-ig Postimees tulajdonosa, 1896-1935 között pedig főszerkesztője volt. Tartuban nagy nyomdája és könyvesboltja is volt, emellett ügyvédként is dolgozott. 1919 és 1932 között az Észt Néppárt (Eesti Rahvaerakond) elnöke volt. 1923 és 1925 között a parlament elnöke, 1931-ben és 1932-ben külügyminiszter volt. 1927. december 9.-től 1928. december 4.-ig, valamint 1933. május 18.-tól 1933. október 21.-ig az észt államfő (Riigivanem) tisztségét töltötte be.
Az 1933-ban népszavazáson elfogadott alkotmány , valamint egy évvel később a Konstantin Päts vezette tekintélyelvű rendszer beálltával a pártokat betiltották és az állampolgári jogokat korlátozták. A kormány kisajátította a Postimees-t . Tõnisson hamarosan Päts ellenfele lett. 1938-ban újra beválasztották a parlamentbe, ahol sikertelenül kampányolt a demokrácia helyreállításáért. Még Észtország szovjet megszállása idején, 1940 nyarán is demokratikus ellenfeleket próbált állítani a szovjet kommunista látszatválasztásokon. 1940 decemberében az NKVD letartóztatta. További sorsa ismeretlen, feltehetően 1941 júliusában agyonlőtték.
Jaan Tõnisson a két világháború közötti Észtország egyik legaktívabb és legrettenthetetlenebb politikai alakja volt. Kulcsszerepet játszott az önálló észt állam kialakulása folyamatában. Élete során az eleinte nacionalista nézeteit egyre inkább liberális eszmékkel ötvözte.  Emlékműve ma a Postimees szerkesztősége előtt áll Tartuban.

## Fordítás
- Ez a szócikk részben vagy egészben  a   Jaan Tõnisson című német Wikipédia-szócikk ezen változatának fordításán alapul.  Az eredeti cikk szerkesztőit annak laptörténete sorolja fel. Ez a jelzés csupán a megfogalmazás eredetét és a szerzői jogokat jelzi, nem szolgál a cikkben szereplő információk forrásmegjelöléseként.